# Néophyte Ier d'Antioche
Pour les articles homonymes, voir Néophyte Ier.
Néophyte Ier (s.d.) fut patriarche orthodoxe d'Antioche et de tout l'Orient de 1674 à 1684.